# Heiner Müller

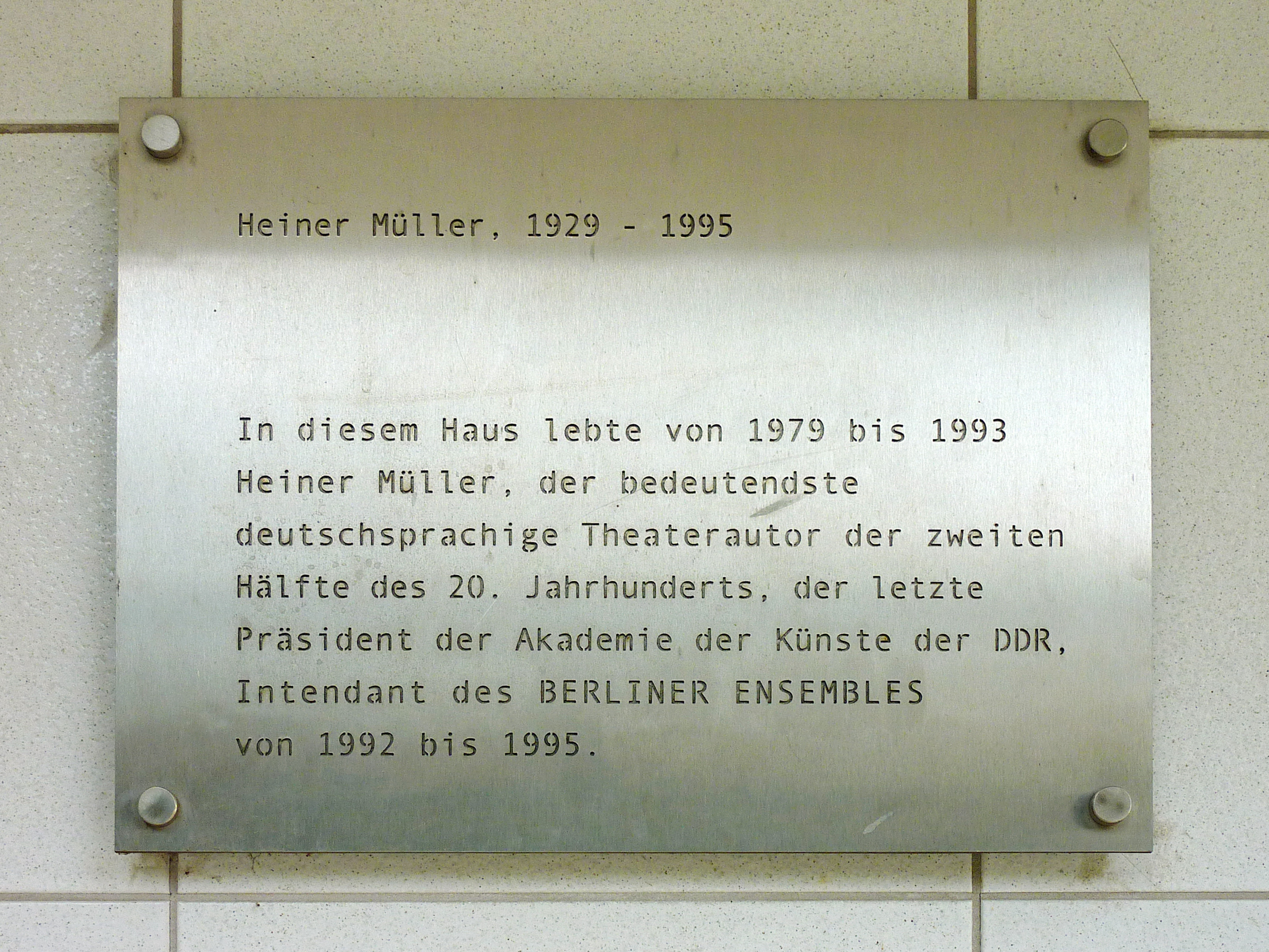
Pamětní deska v Berlíně (Erich-Kurz-Straße 9, Berlin-Friedrichsfelde; autor: Lotse)

Reimund Heiner Müller (pseudonym Max Messer, 9. ledna 1929, Eppendorf, Sasko – 30. prosince 1995, Berlín) byl významný německý dramatik, básník a režisér.

## Biografie
Narodil se jako syn sociálnědemokratického úředníka v saském Eppendorfu. Během druhé světové války dostal povolávací rozkaz, na sklonku války se ocitnul v americkém zajetí.
Jeho mladší bratr, Wolfgang (1941–2013), byl také spisovatelem. Heiner Müller zemřel v roce 1995 na rakovinu. Byl pochován na hřbitově 'Dorotheenstädtischer Friedhof' v Berlíně.
Se svojí manželkou, fotografkou Brigittou Mariou Mayer, s níž se seznámil roku 1990, měl dceru Annu Müller.

### Přehled děl v originále (výběr)
- Krieg ohne Schlacht: Leben in zwei Diktaturen. Mit einem Dossier von Dokumenten des Ministeriums für Staatssicherheit der ehemaligen DDR. KiWi-Taschenbuch Verlag, 2009. 528 S.

### České překlady
- Pověření: tři hry (orig. ' Quartett, Hamletmaschine, Auftrag'). 1. vyd. Praha: Prostor, 1998. 110 S. Překlad: K. R. Jilská
- Berlín: smrt Germánie (orig. 'Germnaia Tod in Berlin'). 1. vyd. Praha: Dilia, 1989. 108 S. Překlad: Petr Kučera
- Shakespearův Titus Andronicus: anatomie a komentář (orig. 'Anatomie Titus Fall of Rene Ein Shakespearekommentar'). 1. vyd. Praha: Dilia, 1989. 143 S. Překlad: Josef Balvín
- Silnice na Volokolamsk I, II, III (orig. 'Wolokolamsker Chaussee'). 1. vyd. Praha: Dilia, 1988. 41 S. Překlad: Jan Pavlík
- Příkaz a jiné texty (orig. 'Hérakles 5'). 1. vyd. Praha: Dilia, 1982. 108 S. Překlad: Josef Balvín
- Cement (orig. 'Zement'). Praha: Dilia, 1975. 123 S. Překlad: Eva Dlabačová
- Ženská komedie (orig. 'Weiberkomödie'). Praha: Dilia, 1973. 120 S. Překlad: Milena Marková

### Slovenské překlady (výběr)
- Vietor a krik sveta (orig. 'Leben Gundlings Friedrich von Preussen Lessings Schlaf Traum Schrei'). 1. vyd. Bratislava : Slovenský spisovateľ, 1992. 118 S. Překlad: Ján Štrasser, Peter Zajac

#### Biografie
- FUHRMANN, Helmut. Warten auf "Geschichte": Der Dramatiker Heiner Müller. Würzburg: Verlag Königshausen & Neumann GmbH, 1997. 182 s.
- HAUSCHILD, Jan-Christoph. Heiner Müller oder Das Prinzip Zweifel: Eine Biographie. Berlin: Aufbau-Verlag, 2001. Dostupné online. S. 560.
- PRIMAVESI, Patrick; LEHMANN, Hans-Thies. Heiner Müller-Handbuch: Leben - Werk - Wirkung. 1. vyd. [s.l.]: J. B. Metzler Verlag GmbH, 2003. 542 s.
- SCHÜTTE, Uwe. Heiner Müller. 1. vyd. [s.l.]: Böhlau Verlag GmbH & Co.KG, 2010. 128 s.
- TSCHAPKE, Reinhard. Heiner Müller. 1. vyd. Berlín: Morgenbuch Verlag Volker Spiess, 1996. 97 s.

#### Ostatní
- HIRSCHFELD VON, Alexandra. Frauenfiguren im dramatischen Werk Heiner Müllers. Marburg: Tectum Verlag, 2000. 129 s.